# Relojes Centenario
Relojes Centenario est une entreprise mexicaine qui fabrique des horloges monumentales. Elle a été fondée en 1918 par Alberto Olvera Hernández à Zacatlán, état de Puebla au Mexique et est le premier fabricant d'horloges monumentales en Amérique latine.
Le nom Centenario a été adopté en 1921 pour marquer le centenaire de la fin de la Guerre d'indépendance du Mexique. À ce jour, l'entreprise a construit plus de 2 000 horloges monumentales pour notamment des églises et des bâtiments gouvernementaux. Il y a des horloges Centenario dans la plupart des régions du Mexique et la société vend également à l'étranger.
En 1993, l'entreprise a ouvert un musée de l'horlogerie au niveau supérieur de l'usine, le musée et l'usine étant ouverts gratuitement au public.

## Alberto Olvera Hernández

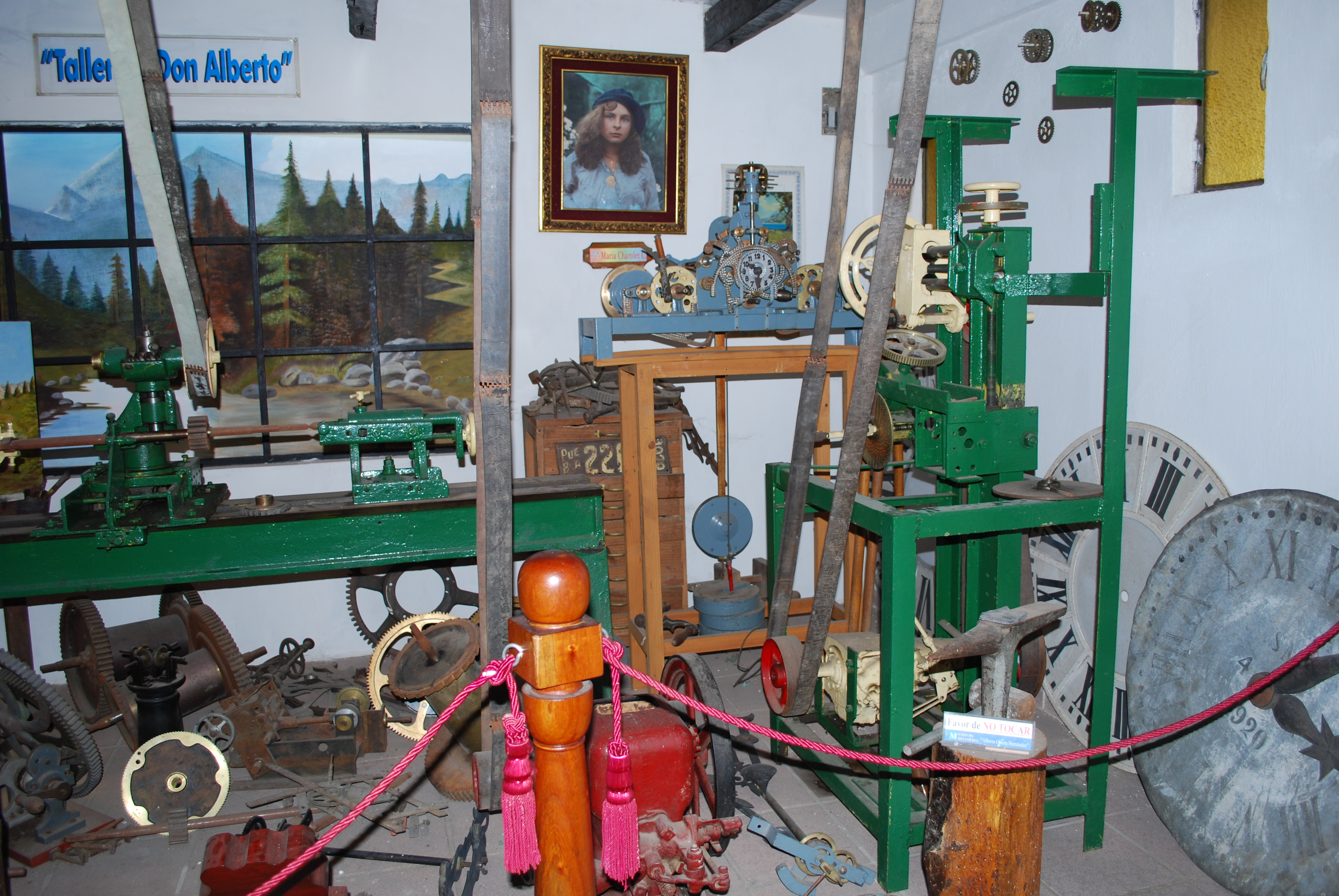
Machines de l'atelier d'Olvera Hernández.

Alberto Olvera Hernández nait le 2 mars 1892 dans la ferme de Coyotepec située en périphérie de la ville de Zacatlán. Très jeune il montre des aptitudes pour la mécanique, réparant et inventant des machines. En 1920, il dépose un brevet pour un inter-changeur de piste pour trains électriques,.
Son intérêt pour les horloges débute lorsque l'horloge qui se trouve sur la cheminée de sa maison s'arrête et qu'il la démonte pour tenter de la réparer. En 1909, à 17 ans, il fabrique sa première horloge monumentale avec de la ferraille et du bois de la ferme familiale. Il construit un atelier d'horlogerie dans la ferme où il travaillera jusqu'en 1929, quand l'entreprise de construction d'horloges a suffisamment de succès pour lui permettre d'avoir un aide et des apprentis,.
Il déménage alors son atelier dans la ville même de Zacatlán et y établit l'entreprise Relojes Centenario, qui à ce jour n'a pas bougé. Son travail lui vaut plusieurs prix de la part du gouvernement de la ville dont un Honor al Mérito et la Medalla Xiutec en 1966. Il y meurt en 1980.

## Histoire
La première horloge installée, en dehors de celle de la ferme, est celle de l'église de Santiago Apóstol à Chignahuapan en 1919, cette horloge dont la construction a pris un an, est toujours en marche. La suivante est installée à Libres en 1921, l'année où on célèbre le centenaire de la Guerre d'indépendance mexicaine : le nom Relojes Centenario est adopté pour l'entreprise qui est le premier fabricant d'horloges monumentales en Amérique latine. En 1930, Olvera Hernández fait construire sa résidence, la «  Quinta María », où il installe son deuxième atelier d'horlogerie ; le bâtiment au centre de Zacatlán est acheté en 1966, permettant ainsi à l'entreprise d'augmenter sa production. En 1975, Centenario devient une personne morale.
En 1982, l'entreprise ouvre un bureau à Mexico dans le quartier de Colonia Tepeyac Insurgentes.

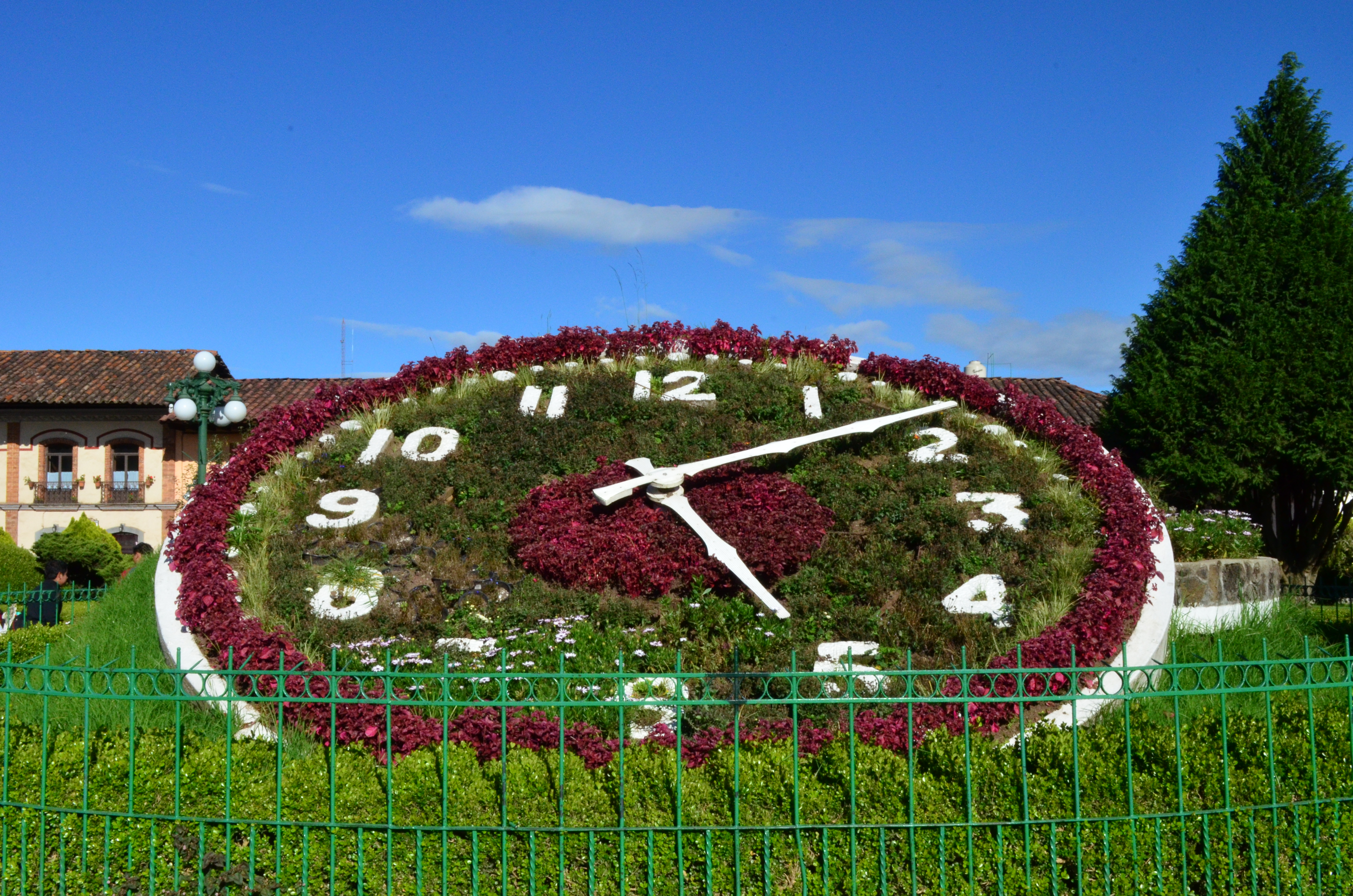
Horloge florale située sur la place principale de Zacatlán.

En 1986, l'entreprise construit l'horloge florale située sur la place principale de Zacatlán qui a deux faces de cinq mètres de diamètre commandées par le même mécanisme et neuf carillons mécaniques. Cette horloge sonne neuf mélodies différentes qui sont jouées en fonction de la période de l'année et de l'heure de la journée, jouant quatre fois par période de 24 heures, à 6h, 10h, 14h et 21h, afin de ne pas interférer avec les heures de messe. L'horloge est la première du genre et est devenue un symbole de la ville.
En 1993, le musée de l'horlogerie, nommé en l'honneur d'Olvera Hernández, est inauguré. La boutique de cadeaux, La Casa del Tiempo, est ouverte en 2003. Dans les années 2000, la société expérimente des carillons numériques programmés pour jouer de la musique régionale, des chants funéraires et des « Ave Maria ».
En 2012, plus de 2000 horloges monumentales ont été installées dans les églises, palais municipaux et autres bâtiments gouvernementaux, dans des tours, des centres commerciaux, des hôtels et bien d'autres endroits. Plus de 600 horloges monumentales d'origine européenne ont été restaurées et automatisées ; des services de réparation d'horlogerie dans différentes régions du Mexique sont proposé et des techniciens locaux sont formés à l'entretien et à la maintenance des horloges qu'ils installent.

## Caractéristiques

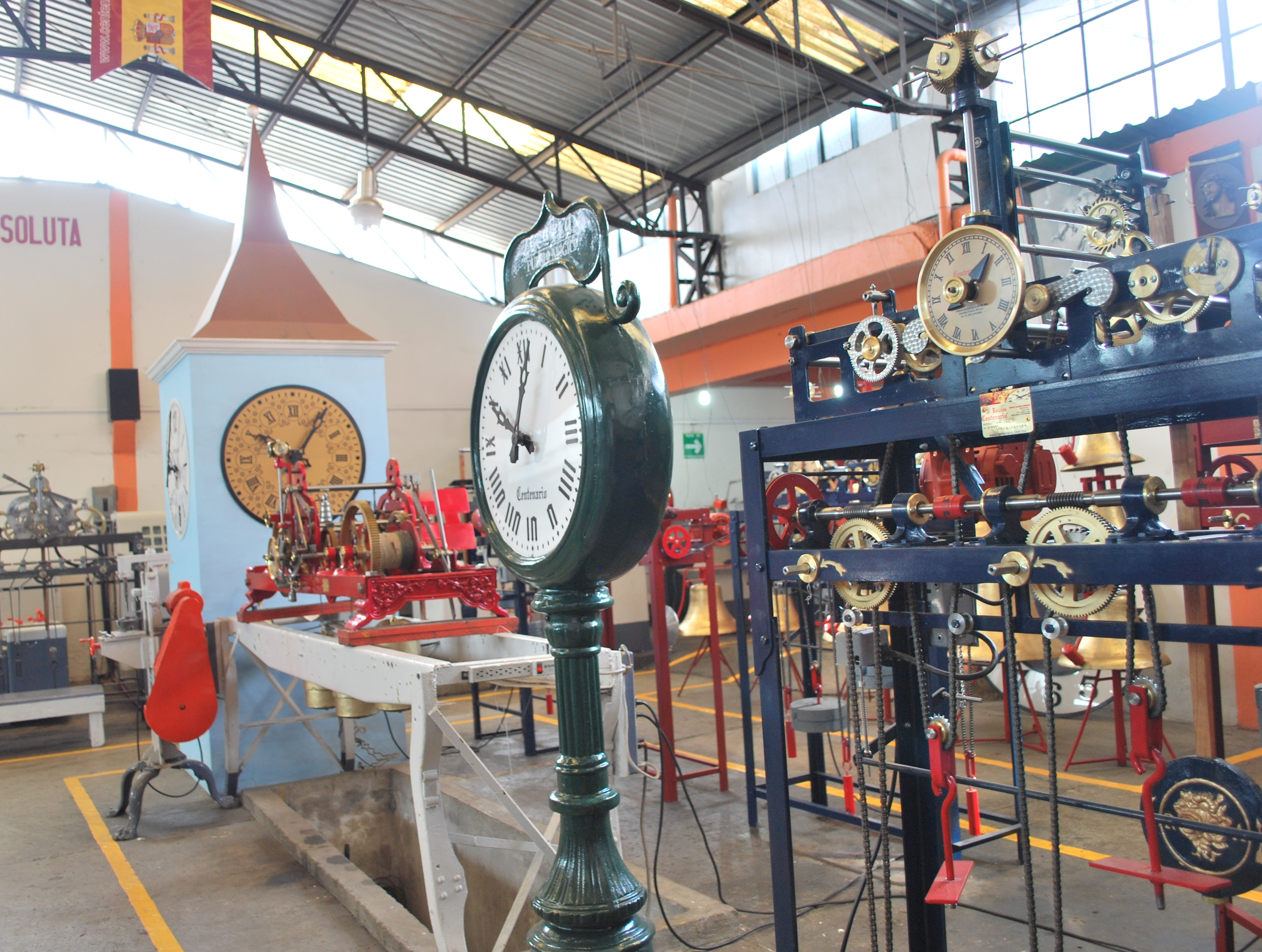
Vue de l'usine.

Selon le directeur général José Luis Olvera Charolet, chaque horloge est unique et il n'y en a pas deux identiques
L'une des horloges les plus remarquables est l'horloge fleurie du Parc Hundido à Mexico, l'une des plus grandes au monde, qui occupe un espace de 78 m2 et a un cadran de dix mètres de large. Celle de la basilique Nuestra Señora del Roble à Monterrey a quatre faces de quatre mètres de diamètre chacune. L'horloge qui se trouve à Tulantepec, Hidalgo (près de Tulancingo), sonne l'hymne national mexicain à 6h et 18h avec le Himno Guadalupano dédié à Notre-Dame de Guadalupe et des carillons différents pour chaque quart d'heure. L'horloge est entièrement automatisée grâce à un système de contrepoids.
Les airs sont choisis par les clients, généralement en fonction des traditions musicales de la région et de leurs préférences personnelles. L'une des horloges installées à Torreón joue La Filomena toutes les heures. L'horloge florale de Tuxtla Gutiérrez joue la valse de Tuxtla et La Chiapanecas. L'horloge de Santa Bárbara, une petite ville minière de Chihuahua, joue Amor Perdido.

## Situation actuelle
L'entreprise est actuellement dirigée par les fils et petits-fils d'Olvera Hernandez. Le directeur général actuel est José Luis Olvera Charolet.
Chaque année, entre soixante-dix et quatre-vingts horloges sont installées au Mexique et à l'étranger. Il y a plus de 1 500 horloges Centenario rien qu'au Mexique,.
L'entreprise répare également de nombreuses horloges allemandes et françaises dans le pays, qui ont été installées à la fin du XIXe et au début du XXe siècle.

## Musée de l'horlogerie

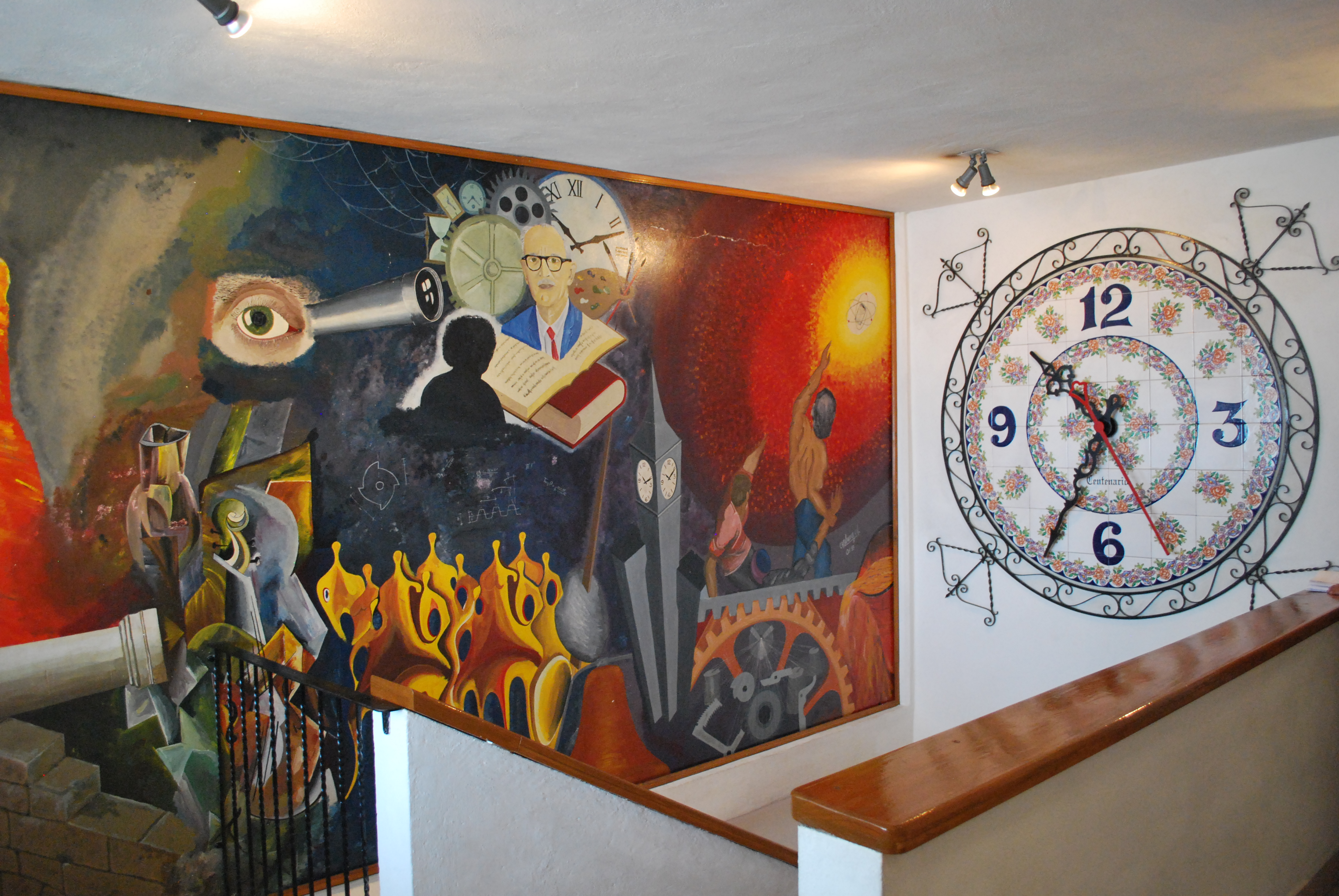
Vue de la cage d'escalier du musée.

Le musée de l'horlogerie Alberto Olvera Hernández a été fondé en 1993 et porte le nom du fondateur de Relojes Centenario. Il contient des répliques et des montres originales pour montrer les méthodes de mesure du temps au fil de l'histoire, incluant des cadrans solaires utilisés en 2000 avant notre ère, des horloges à bougies avec des marques pour les heures et des horloges fabriquées avec des lampes à huile, ainsi que de nombreux exemples d'horloges mécaniques.
L'horloge statue du magicien Merlin, une pièce unique en son genre, indique l'heure grâce aux bras de Merlin, mais seulement les douze heures de la journée puisque la nuit il se repose.
L'entrée à l'usine et au musée est gratuite. Le musée est accessible à pied par l'usine, ouverte aux visiteurs, qui peuvent ainsi assister à tous les processus de production, de la fusion du métal au test final de la pièce achevée. 
Le musée est relié à  l'usine par une cage d'escalier ornée d'une peinture murale. Cette peinture murale représente les événements pertinents de la vie d'Alberto Olvera Hernandez qui apparaît au centre d'un anneau d'icônes liées au temps et de livres liés à sa formation personnelle, ainsi qu'un profil de sa femme, Maria Charolet. En-dessous, douze personnages représentent ses douze enfants, ainsi que le violon et la mandoline dont il jouait.